# 아선우
아선우(兒單于, ? ~ 기원전 102년)는 흉노의 선우다. 선대 선우 오유선우의 아들이다. 아선우는 어리다는 의미로 붙은 칭호고, 성은 연제(攣鞮), 이름은 오사려(烏師廬) 혹은 첨사려(詹師廬)다.

## 생애
기원전 105년, 아버지가 죽자 그 뒤를 이어 선우가 됐다. 선우정을 서북쪽으로 옮겨 흉노의 좌익(동부, 남쪽을 기준으로 두기에 좌익이 동쪽이다)은 운중군을, 우익은 주천군과 돈황군을 맞서게 했다. 한나라에서 사신을 자신과 우현왕(후의 구리호선우)에게 각각 보내 이간질을 하려 했으나, 둘 다 선우에게 가게 됐고 이에 화를 내며 억류하게 했다. 흉노와 한나라는 서로 잡아가둔 사신의 수를 맞추어 대등하게 했다.
기원전 104년, 한나라의 인우장군 공손오가 수항성(受降城)을 쌓았는데, 이는 이해 겨울 큰 눈이 내려 가축이 많이 굶주리고 얼어죽은데다 선우가 어리고 죽이기를 좋아해 정정이 불안한 틈을 타 좌대도위가 한나라에 아선우를 죽이고 항복할 수 있게 가까이 맞이해달라고 했기 때문이다. 기원전 103년 봄, 좌대도위가 반란을 일으키려는 것을 발각해 그를 죽이고, 좌대도위를 맞이하려 오는 한나라의 착야후 조파노와 2만 기를 흉노의 좌익 8만 기를 거느리고 공격했다. 수항성에서 4백 리 떨어진 곳에서 한나라 군을 포위했고, 친히 물을 찾으러 나온 조파노를 사로잡은 후 조파노 군을 공격했다. 대장을 잃은 조파노 군은 투항했고, 이에 수항성까지 공격했으나 무너뜨리지 못해 한나라의 변경을 침입하고 돌아갔다. 기원전 102년, 다시 수항성을 치려 했으나 병이 나 죽었다. 아들이 어려 숙부 우현왕 구리호가 대신 선우가 됐다.

## 출전
- 반고: 《한서》 권94 흉노전제64 상